# Nant-le-Grand
Pour les articles homonymes, voir Nant (homonymie).
Nant-le-Grand est une commune française située dans le département de la Meuse, en région Grand Est.

## Géographie
Le territoire de la commune est limitrophe de 8 communes. Une neuvième commune, Guerpont, touche la commune au nord. 
| Montplonne | Tannois       | Tronville-en-Barrois      |
|            | Nant-le-Grand | Velaines Ligny-en-Barrois |
| Stainville | Nant-le-Petit | Maulan                    |

### Hydrographie
La commune est dans la région hydrographique « la Seine de sa source au confluent de l'Oise (exclu) » au sein du bassin Seine-Normandie. Elle est drainée par le ruisseau de Nant,.

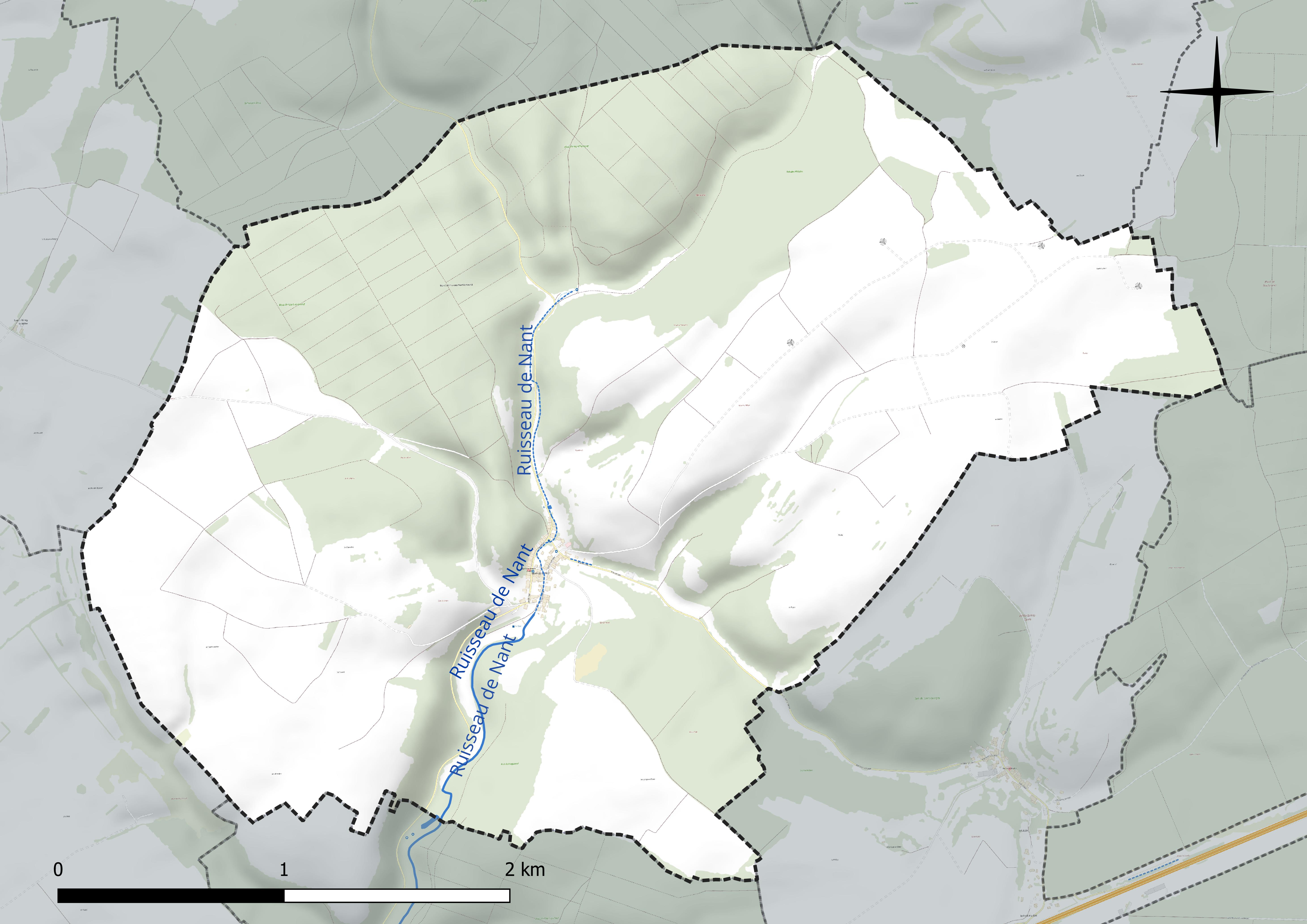
Réseau hydrographique de Nant-le-Grand.

### Climat
Pour des articles plus généraux, voir Climat du Grand Est et Climat de la Meuse.
En 2010, le climat de la commune est de type climat de montagne, selon une étude du Centre national de la recherche scientifique s'appuyant sur une série de données couvrant la période 1971-2000. En 2020, Météo-France publie une typologie des climats de la France métropolitaine dans laquelle la commune est exposée à un climat océanique altéré et est dans la région climatique  Lorraine, plateau de Langres, Morvan, caractérisée par un hiver rude (1,5 °C), des vents modérés et des brouillards fréquents en automne et hiver. 
Pour la période 1971-2000, la température annuelle moyenne est de 9,7 °C, avec une amplitude thermique annuelle de 16,1 °C. Le cumul annuel moyen de précipitations est de 1 038 mm, avec 14,1 jours de précipitations en janvier et 9,7 jours en juillet. Pour la période 1991-2020, la température moyenne annuelle observée sur la station météorologique de Météo-France la plus proche, « Behonne_sapc », sur la commune de Behonne à 13 km à vol d'oiseau, est de 11,0 °C et le cumul annuel moyen de précipitations est de 855,7 mm. 
La température maximale relevée sur cette station est de 40,4 °C, atteinte le 25 juillet 2019 ; la température minimale est de −16,4 °C, atteinte le 20 décembre 2009,,. 
Les paramètres climatiques de la commune ont été estimés pour le milieu du siècle (2041-2070) selon différents scénarios d'émission de gaz à effet de serre à partir des nouvelles projections climatiques de référence DRIAS-2020. Ils sont consultables sur un site dédié publié par Météo-France en novembre 2022.

## Urbanisme

### Typologie
Au 1er janvier 2024, Nant-le-Grand est catégorisée commune rurale à habitat dispersé, selon la nouvelle grille communale de densité à sept niveaux définie par l'Insee en 2022.
Elle est située hors unité urbaine. Par ailleurs la commune fait partie de l'aire d'attraction de Bar-le-Duc, dont elle est une commune de la couronne,. Cette aire, qui regroupe 86 communes, est catégorisée dans les aires de 50 000 à moins de 200 000 habitants,.

### Occupation des sols
L'occupation des sols de la commune, telle qu'elle ressort de la base de données européenne d’occupation biophysique des sols Corine Land Cover (CLC), est marquée par l'importance des territoires agricoles (53,8 % en 2018), une proportion identique à celle de 1990 (53,8 %). La répartition détaillée en 2018 est la suivante : 
terres arables (51,5 %), forêts (42 %), milieux à végétation arbustive et/ou herbacée (4,2 %), prairies (2,3 %). L'évolution de l’occupation des sols de la commune et de ses infrastructures peut être observée sur les différentes représentations cartographiques du territoire : la carte de Cassini (XVIIIe siècle), la carte d'état-major (1820-1866) et les cartes ou photos aériennes de l'IGN pour la période actuelle (1950 à aujourd'hui).

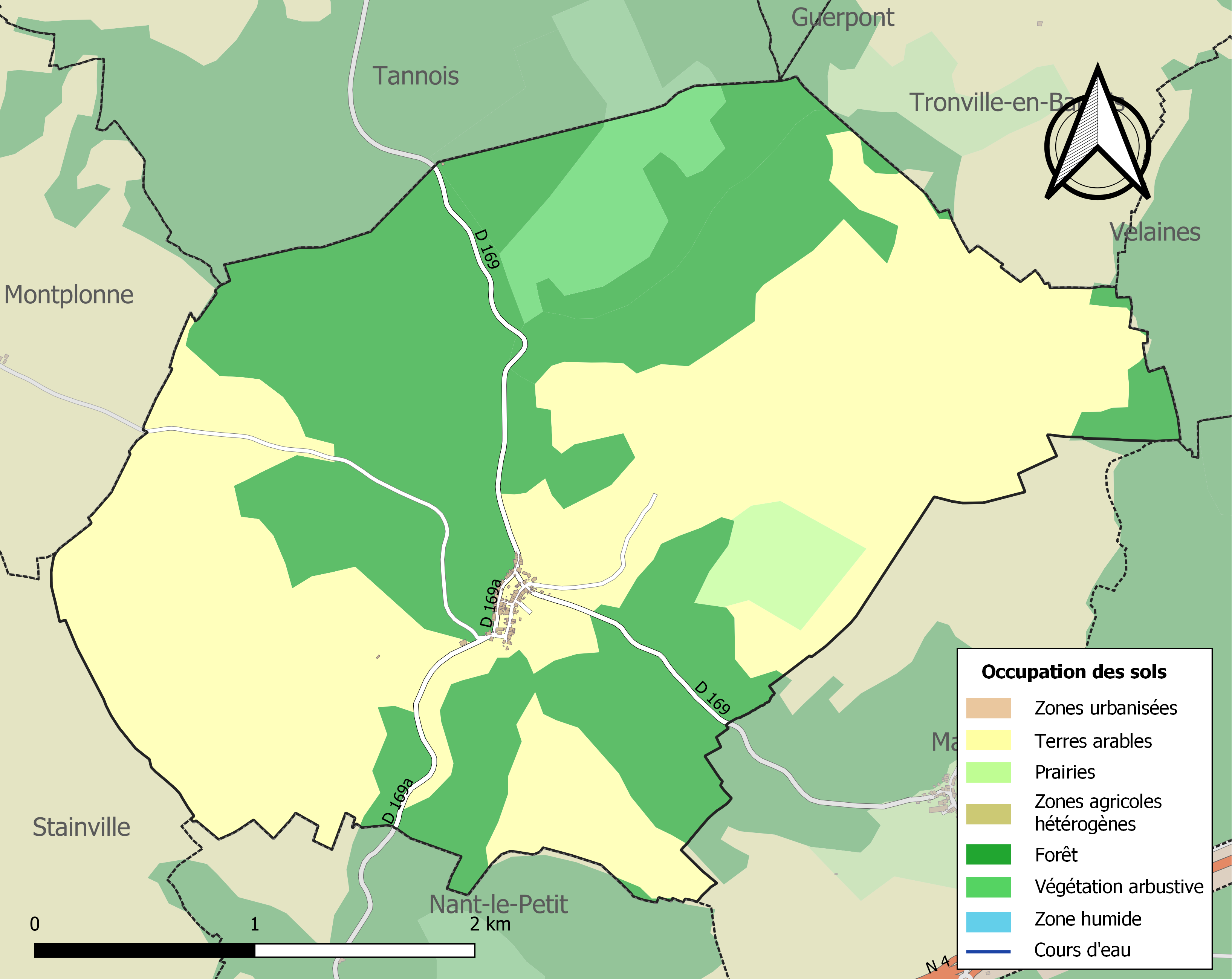
Carte des infrastructures et de l'occupation des sols de la commune en 2018 (CLC).

## Toponymie
Le nom de la localité est attesté sous les formes Nan (xe siècle) ; Nant (992) ; Nantum-Magnum (1402) ; Nant-le-Grant (1495-96) ; Nam-le-Grand (1700) ; Nantum (1711).

Le nom de la commune est issu du gaulois « nanto » qui désigne une vallée (souvent encaissée), une rivière, ou un torrent,.
Orthographié nan/nans/nant ou nanc-, ce mot est très présent dans la toponymie, notamment dans les régions de relief calcaire, où on le trouve associé aux dépressions plus ou moins étroites et profondes que l'on y rencontre, comme dans le cas de Nant (Aveyron), Nantua (Ain) ou Nancy (Meurthe-et-Moselle) (voir Nancy#Toponymie pour d'autres précisions sur cette racine). C'est aussi le cas de Nant-le-Grand, installé dans un vallon étroit du plateau calcaire.
La même racine est aussi à la base de noms de famille comme Nantet ou Nantel.

## Politique et administration
| Période                                  | Période                   | Identité                                   | Étiquette | Qualité                                 |
| ---------------------------------------- | ------------------------- | ------------------------------------------ | --------- | --------------------------------------- |
| Les données manquantes sont à compléter. |                           |                                            |           |                                         |
| mars 1983                                | En cours (au 26 mai 2020) | Marc Déprez Réélu pour le mandat 2020-2026 |           | Ancien professeur d'histoire géographie |

## Population et société

### Démographie
L'évolution du nombre d'habitants est connue à travers les recensements de la population effectués dans la commune depuis 1793. Pour les communes de moins de 10 000 habitants, une enquête de recensement portant sur toute la population est réalisée tous les cinq ans, les populations de référence des années intermédiaires étant quant à elles estimées par interpolation ou extrapolation. Pour la commune, le premier recensement exhaustif entrant dans le cadre du nouveau dispositif a été réalisé en 2004.

En 2022, la commune comptait 82 habitants, en évolution de +6,49 % par rapport à 2016 (Meuse : −4,4 %, France hors Mayotte : +2,11 %).
| 1793 | 1800 | 1806 | 1821 | 1831 | 1836 | 1841 | 1846 | 1851 |
| ---- | ---- | ---- | ---- | ---- | ---- | ---- | ---- | ---- |
| 273  | 289  | 307  | 337  | 372  | 363  | 368  | 377  | 400  |

| 1856 | 1861 | 1866 | 1872 | 1876 | 1881 | 1886 | 1891 | 1896 |
| ---- | ---- | ---- | ---- | ---- | ---- | ---- | ---- | ---- |
| 386  | 367  | 334  | 309  | 321  | 272  | 255  | 267  | 235  |

| 1901 | 1906 | 1911 | 1921 | 1926 | 1931 | 1936 | 1946 | 1954 |
| ---- | ---- | ---- | ---- | ---- | ---- | ---- | ---- | ---- |
| 213  | 189  | 165  | 135  | 129  | 131  | 128  | 114  | 93   |

| 1962 | 1968 | 1975 | 1982 | 1990 | 1999 | 2004 | 2006 | 2009 |
| ---- | ---- | ---- | ---- | ---- | ---- | ---- | ---- | ---- |
| 91   | 73   | 58   | 53   | 67   | 66   | 67   | 72   | 64   |

| 2014 | 2019 | 2022 | - | - | - | - | - | - |
| ---- | ---- | ---- | - | - | - | - | - | - |
| 75   | 83   | 82   | - | - | - | - | - | - |

## Culture locale et patrimoine

### Animations
- Curiosités : atelier groseilles ouvert tous les samedis de 14 h à 18 h d'avril à septembre et le marché de la groseille tous les ans (juillet), la brocante annuelle le dimanche de Pentecôte.

### Lieux et monuments
- Église Saint-Amand.
- Menhir de la Pierre l'Ogre, ou « Pierre de l'Ougre » à la limite des communes de Montplonne et Nant-le-Grand,  Classé MH (1924)[23], classement par arrêté du 5 juillet 1924. Sans doute plus une pierre de fin, une grosse borne en pierre qui délimitait le finage ou territoire d'un village. Nombreuses dans les campagnes de nos anciens, elles ne résistèrent pas toutes à la pression des remembrements.
- Menhir de la chèvre  Inscrit MH (2000)[24].
- Menhir de la queue  Inscrit MH (2000)[25].
- Menhir de Champ l'Écuyer  Classé MH (1924)[26].
- Col du Bouleau, à l'est du village sur le GR 714, entre les menhirs de la Pierre l'Ogre et de Champ l'Écuyer.

### Héraldique
| Blason de Nant-le-Grand | Blason  | De gueules à la chouette effraie d'argent, le bec et le dos d'or, soutenue par une trangle ondée et abaissée d'argent ; au chef vouté cousu d'azur chargé de deux fleurs de tilleul d'or |
| Blason de Nant-le-Grand | Détails | Armoiries composées avec Marc Deprez Maire et dessinées par R.A. Louis et adoptées par la commune en novembre 2014.                                                                      |